# Trahern
Trahern (fl. IV secolo) è un personaggio della Britannia, di cui parla Goffredo di Monmouth nella sua opera Historia Regum Britanniae. Stando a questa fonte, fu un sovrano dei britanni ma anche un senatore romano e fratello del futuro sovrano britannico del nord, Coel Hen. Per alcuni si tratta di una figura puramente leggendaria.

## Biografia tra storia e leggenda
Fu mandato in Britannia dall'imperatore Costantino I a spodestare l'usurpatore Ottavio il Vecchio.
Sbarcato nell'isola con tre legioni, prese a Kaerperis, costringendo Ottavio ad arruolare una grande armata, che guidò in battaglia a Winchester, dove vinse. Trahern fuggì ad Alba (odierna Scozia), devastando quel territorio. Ottavio mosse allora di nuovo in armi e a Westmorland si scontrò con Trahern, che stavolta vinse, costringendo Ottavio alla fuga in Norvegia dove chiese aiuto a re Gunbert. Trahern prese per sé la corona della Britannia. Pochi anni dopo Ottavio tornò con un esercito norvegese, con cui sconfisse e uccise in battaglia Trahern, riprendendosi quindi il trono.